# Ligne Musashino
La ligne Musashino (武蔵野線, Musashino-sen) est une ligne ferroviaire du réseau JR East au Japon. Elle relie les gares de Tsurumi dans la préfecture de Kanagawa et Nishi-Funabashi dans la préfecture de Chiba. Seule la portion de 71,8 km entre Fuchū-Hommachi et Nishi-Funabashi est ouverte au trafic des voyageurs, le reste de la ligne étant réservée au transport de marchandises. La ligne forme une boucle partielle à l'extérieur de Tokyo.

## Histoire
La construction d'une ligne de ceinture extérieure à Tokyo était prévu dès 1927, mais les travaux n'ont débuté qu'en 1964. La portion nord de la ligne, de Fuchū à Funabashi, a ouvert en 1973. La portion sud, de Fuchū à Tsurumi, a ouvert en 1976.

## Caractéristiques

### Ligne
- Longueur : 100,6 km
- Ecartement : 1 067 mm
- Alimentation : 1 500 Vcc par caténaire
- Nombre de voies :  Double voie

### Interconnexions

#### Services voyageurs
À Nishi-Funabashi, la ligne Musashino est interconnectée avec la ligne Keiyō, ce qui permet des services avec la gare de Tokyo ou la gare de Kaihin-Makuhari. Une liaison avec les lignes Chūō et Tōhoku existe également, pour quelques services le matin et le soir.

#### Fret
Plusieurs raccordements existent sur la ligne pour le fret :
- Tsurumi : Ligne principale Tōkaidō
- Shin-Tsurumi : Ligne Nambu
- Shin-Kodaira : Ligne principale Chūō
- Nishi-Urawa et Musashi-Urawa : Ligne principale Tōhoku
- Minami-Nagareyama : Ligne Jōban

### Liste des gares

#### Partie sud
Cette partie n'est utilisée que par les trains de fret.
| Gare                      | Nom japonais           | Distance (km) | Correspondances                                                        | Localisation | Localisation           |
| ------------------------- | ---------------------- | ------------- | ---------------------------------------------------------------------- | ------------ | ---------------------- |
| Tsurumi                   | 鶴見                   | 0             | JR Freight : Tōkaidō-fret (interconnexion), Takashima (interconnexion) | Yokohama     | Préfecture de Kanagawa |
| Signal de Shin-Tsurumi    | 新鶴見信号場           | 3,9           | JR Freight : Nambu-fret (interconnexion), Hinkaku (interconnexion)     | Yokohama     | Préfecture de Kanagawa |
| Terminal fret de Kajigaya | 梶ヶ谷貨物ターミナル駅 | 12,7          |                                                                        | Kawasaki     | Préfecture de Kanagawa |
| Fuchū-Hommachi            | 府中本町               | 28,8          | JR East : Nambu                                                        | Fuchū        | Tokyo                  |

#### Partie nord
| Numéro | Gare                       | Nom japonais         | Distance depuis Fuchū-Hommachi (km) | Correspondances | Localisation    | Localisation          |
| ------ | -------------------------- | -------------------- | ----------------------------------- | --- | --------------- | --------------------- |
| JM35   | Fuchū-Hommachi             | 府中本町             | 0                                   | JR East : JN Nambu | Fuchū           | Tokyo                 |
| JM34   | Kita-Fuchū (ja)            | 北府中               | 1,7                                 | | Fuchū           | Tokyo                 |
| JM33   | Nishi-Kokubunji            | 西国分寺             | 3,9                                 | JR East : JC Chūō | Kokubunji       | Tokyo                 |
| JM32   | Shin-Kodaira               | 新小平               | 7,4                                 | Seibu : Tamako (à Ōmekaidō) JR Freight : Branche Kunitachi (interconnexion)                                                                     | Kodaira         | Tokyo                 |
| JM31   | Shin-Akitsu                | 新秋津               | 13,0                                | Seibu : Ikebukuro (à Akitsu) | Higashimurayama | Tokyo                 |
| JM30   | Higashi-Tokorozawa         | 東所沢               | 15,7                                | | Tokorozawa      | Préfecture de Saitama |
| -      | Terminal fret de Niiza     | 新座貨物ターミナル駅 | 19,4                                | | Niiza           | Préfecture de Saitama |
| JM29   | Niiza                      | 新座                 | 19,7                                | | Niiza           | Préfecture de Saitama |
| JM28   | Kita-Asaka                 | 北朝霞               | 22,8                                | Tōbu : Tōjō (à Asakadai) | Asaka           | Préfecture de Saitama |
| JM27   | Nishi-Urawa                | 西浦和               | 27,8                                | JR Freight : Branche Ōmiya (interconnexion) | Saitama         | Préfecture de Saitama |
| JM26   | Musashi-Urawa              | 武蔵浦和             | 29,8                                | JR East : JA Saikyō JR Freight : Branche Nishi-Urawa (interconnexion)                                                                           | Saitama         | Préfecture de Saitama |
| JM25   | Minami-Urawa               | 南浦和               | 31,7                                | JR East : JK Keihin-Tōhoku | Saitama         | Préfecture de Saitama |
| JM24   | Higashi-Urawa              | 東浦和               | 35,4                                | | Saitama         | Préfecture de Saitama |
| JM23   | Higashi-Kawaguchi          | 東川口               | 39,2                                | Saitama Railway Corporation : Saitama Railway                                                                                                   | Kawaguchi       | Préfecture de Saitama |
| JM22   | Minami-Koshigaya           | 南越谷               | 43,5                                | Tōbu : Skytree (à Shin-Koshigaya) | Koshigaya       | Préfecture de Saitama |
| -      | Terminal fret de Koshigaya | 越谷貨物ターミナル駅 | 43,9                                | | Koshigaya       | Préfecture de Saitama |
| JM21   | Koshigaya-Laketown         | 越谷レイクタウン     | 46,3                                | | Koshigaya       | Préfecture de Saitama |
| JM20   | Yoshikawa                  | 吉川                 | 48,2                                | | Yoshikawa       | Préfecture de Saitama |
| JM19   | Yoshikawa-Minami           | 吉川美南             | 49,9                                | | Yoshikawa       | Préfecture de Saitama |
| JM18   | Shin-Misato                | 新三郷               | 51,3                                | | Misato          | Préfecture de Saitama |
| JM17   | Misato (ja)                | 三郷                 | 53,4                                | | Misato          | Préfecture de Saitama |
| JM16   | Minami-Nagareyama          | 南流山               | 55,4                                | MIR : Tsukuba Express JR Freight : Branches Kita-Kogane et Mabashi (interconnexion)                                                             | Nagareyama      | Préfecture de Chiba   |
| JM15   | Shin-Matsudo               | 新松戸               | 57,5                                | JR East : JJ Jōban Ryutetsu : Nagareyama (à Kōya)                                                                                               | Matsudo         | Préfecture de Chiba   |
| JM14   | Shin-Yahashira             | 新八柱               | 61,6                                | Keisei : KS Matsudo (à Yabashira) | Matsudo         | Préfecture de Chiba   |
| JM13   | Higashi-Matsudo            | 東松戸               | 64,0                                | Hokuso-Railway : Hokusō | Matsudo         | Préfecture de Chiba   |
| JM12   | Ichikawa-Ōno               | 市川大野             | 65,9                                | | Ichikawa        | Préfecture de Chiba   |
| JM11   | Funabashi-Hōten            | 船橋法典             | 68,9                                | | Funabashi       | Préfecture de Chiba   |
| JM10   | Nishi-Funabashi            | 西船橋               | 71,8                                | JR East : JB Chūō-Sōbu, JE Keiyō (interconnexion) Tokyo Metro : T Tōzai Toyo Rapid Railway : Tōyō Rapid Keisei : KS Keisei (à Keisei-Nishifuna) | Funabashi       | Préfecture de Chiba   |

## Matériel roulant

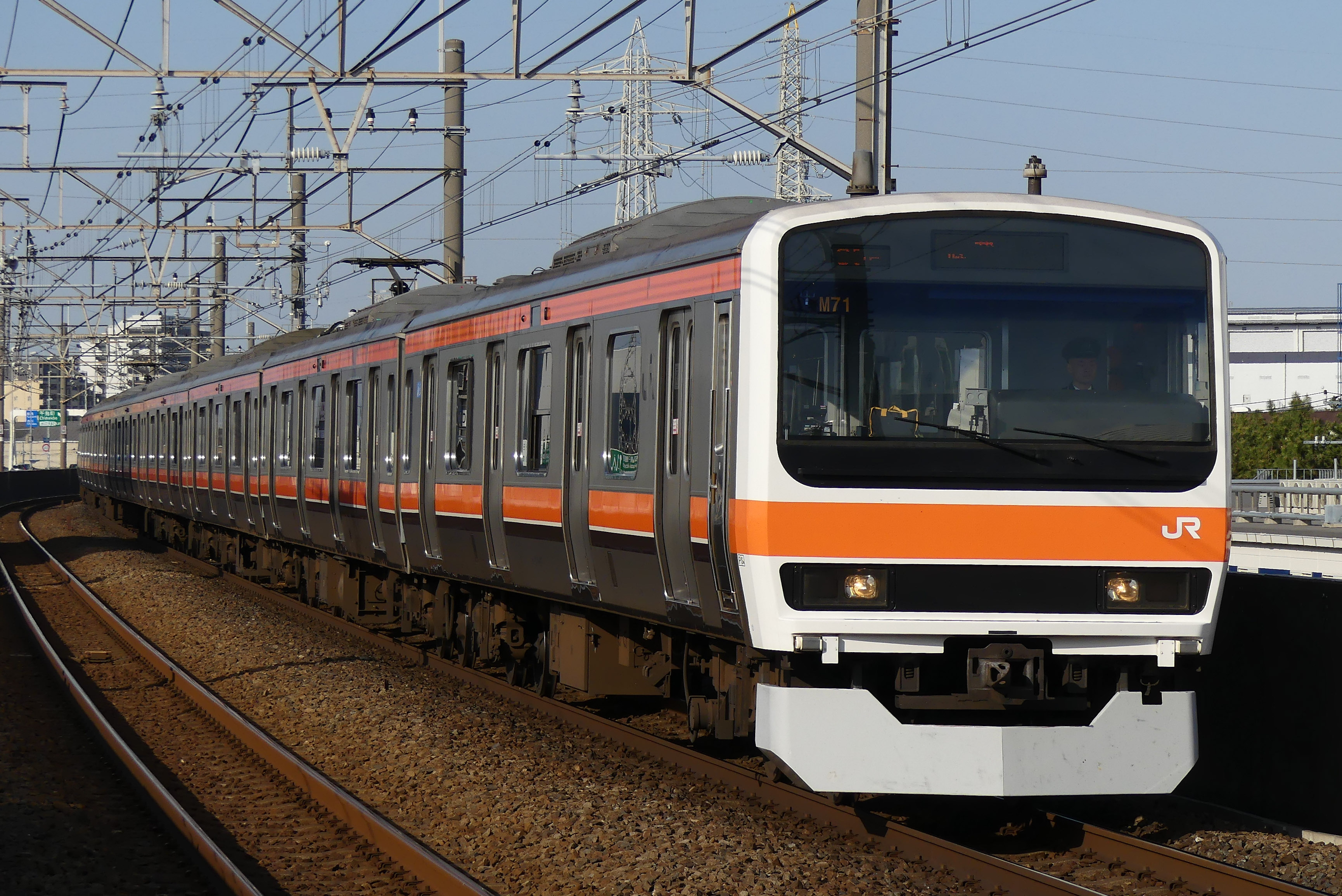
Série 209
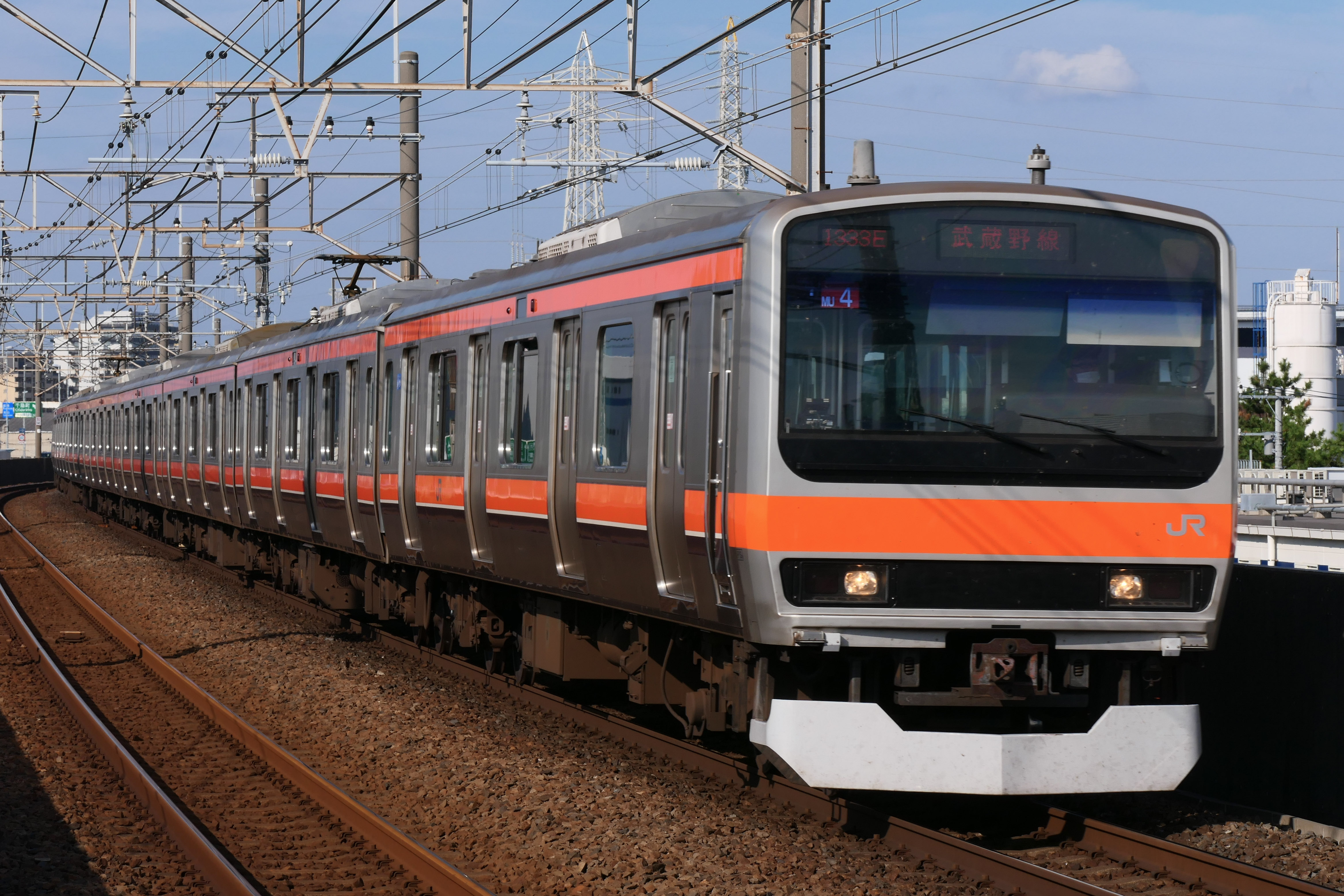
Série E231